# 범용 화학 물질
범용 화합 물질은 여러 곳에서 높은 범용성으로 사용되는 화학 물질을 가리키는 단어이다.

## 설명
범용 화학 물질(또는 벌크 상품 또는 벌크 화학 물질)은 국제시장을 만족시키기 위해 매우 대규모로 만들어지는 화학 물질 모임이다. 일반 화학 물질의 평균 가격은 화학 무역 잡지 , 케미컬 위크, 독립 상품 인텔리전스와 같은 웹사이트에 정기적으로 게시된다. 예를 들어 미국에서 이러한 시장의 규모와 복잡성에 대한 여러 연구가 있었다.  범용 화학 물질은 화학공업의 하위 부문이다. 범용 화학 물질의 다른 하위 부문은 정밀화학, 특수 화학 물질, 무기 화합물, 석유화학제품, 의약품, 재생 가능 에너지(예 : 바이오 연료) 및 재료이다.(예 : 생체고분자이다.) 범용 화학 물질은 주로 제조의 대부분에 의해 차별화된다.

## 같이 보기
- 화학 물질
- 화학